# Grido di pietra
Grido di pietra (Cerro Torre: Schrei aus Stein) è un film del 1991 diretto da Werner Herzog, che racconta di una sfida tra alpinisti alla scalata del Cerro Torre, un picco situato nelle Ande tra Argentina e Cile.

## Trama
Roccia Innerkopfler, alpinista che sta preparando una spedizione al Cerro Torre, commentando una gara di arrampicata sportiva sostiene che gli atleti di tale disciplina non sarebbero mai in grado di realizzare un'impresa di tipo alpinistico. Il vincitore della gara, Martin, prende il commento come una sfida, ed il giornalista che seguiva l'evento, Ivan, ne approfitta. Martin si aggrega quindi alla spedizione di Roccia al Cerro Torre. Al campo base, Roccia sembra titubante; approfittando di una sua assenza dal campo per curare i rifornimenti, Martin ed il compagno di Roccia partono all'assalto della vetta.
L'assalto si trasforma in tragedia: Martin ritorna al campo base da solo, raccontando che il compagno è stato travolto da una valanga in discesa, ma che comunque la vetta è stata conquistata. Al ritorno di Roccia, le tensioni esplodono. Roccia abbandona il campo per stabilirsi temporaneamente in Patagonia, mentre il resto della spedizione torna in Europa. Qui in breve esplodono le polemiche, in quanto gli alpinisti "classici" sostengono che Martin ha mentito e non è mai giunto in vetta; Martin e Ivan organizzano allora una seconda spedizione, questa volta con piena copertura mediatica.
Quando la spedizione arriva in Patagonia, Ivan va a trovare Roccia nella sua nuova casa, ed i due hanno un confronto di idee. Nel frattempo, sia Roccia che Martin sono avvicinati da uno strano personaggio, vestito da alpinista, privo di alcune dita; l'uomo, appassionato ammiratore di Mae West, sembra non essere in completo possesso delle sue facoltà mentali, e sostiene di essere stato sul Cerro Torre.
Mentre la spedizione prepara la salita e le postazioni per le telecamere, Roccia parte per affrontare in solitaria (in piolet traction) la parete nord; la notizia giunge a Martin, che immediatamente attacca invece una parete in roccia, nonostante le telecamere non ancora fissate. Una tempesta, oltre a bloccare gli alpinisti in parete, danneggia anche l'elicottero della produzione televisiva, impedendo così qualunque tipo di ripresa.
Nel tentativo di superare il "fungo" terminale di ghiaccio Martin, che durante la scalata non si è mai fermato a riposare, precipita rimanendo tuttavia appeso alla corda, sotto gli occhi di Roccia, che poco dopo arriva alla vetta; qui trova una vecchia piccozza con appesa una foto di Mae West, indice che lo strano personaggio senza dita era effettivamente arrivato in vetta.
Una sottotrama vede la fidanzata di Roccia che, rimasta sola quando lui decide di rimanere in Patagonia, diventa poi la compagna di Martin.

## Produzione
È l'unico film diretto da Werner Herzog di cui egli non abbia scritto la sceneggiatura, e infatti ha affermato di non sentirlo come un film suo. La storia è stata ideata da Reinhold Messner, con il quale aveva già lavorato per il documentario Gasherbrum - Der leuchtende Berg (1984). La sceneggiatura poi è stata scritta, tra gli altri, dal fidato Walter Saxer, produttore esecutivo di molti film di Herzog, che non aveva mai scritto sceneggiature prima.
È anche l'unico film di Herzog per il quale il regista abbia fatto uso di uno storyboard. Vista la complessità della scena finale, infatti, i produttori lo hanno obbligato a far realizzare uno storyboard per quella scena, cosa che Herzog non fa mai.
La storia è parzialmente ispirata alle polemiche che circondarono la spedizione di Cesare Maestri e Toni Egger al Cerro Torre nel 1959.

## Accoglienza critica
Il film non ha ricevuto buone critiche. Il Morandini parla di una storia che non lievita; anche il Mereghetti non ne fa una buona recensione, così come FilmTv.it.
All'uscita, il film era stato criticato dagli ambienti alpinistici per rappresentare in maniera non realistica il rapporto tra alpinisti "classici" ed arrampicatori.

## Riconoscimenti
- Festival di Venezia
  - Osella d'oro